# 榛子街

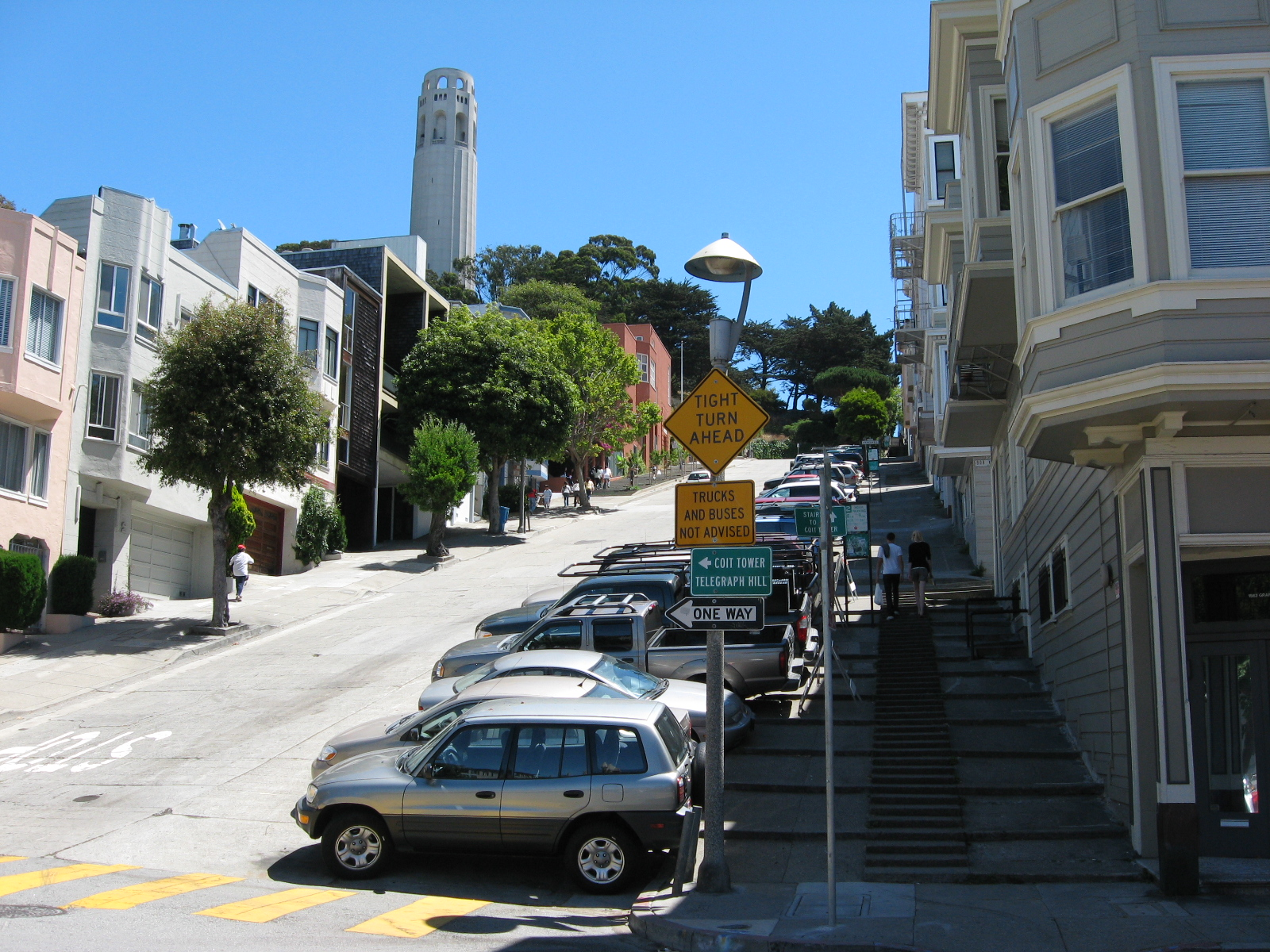
榛子街与科伊特塔

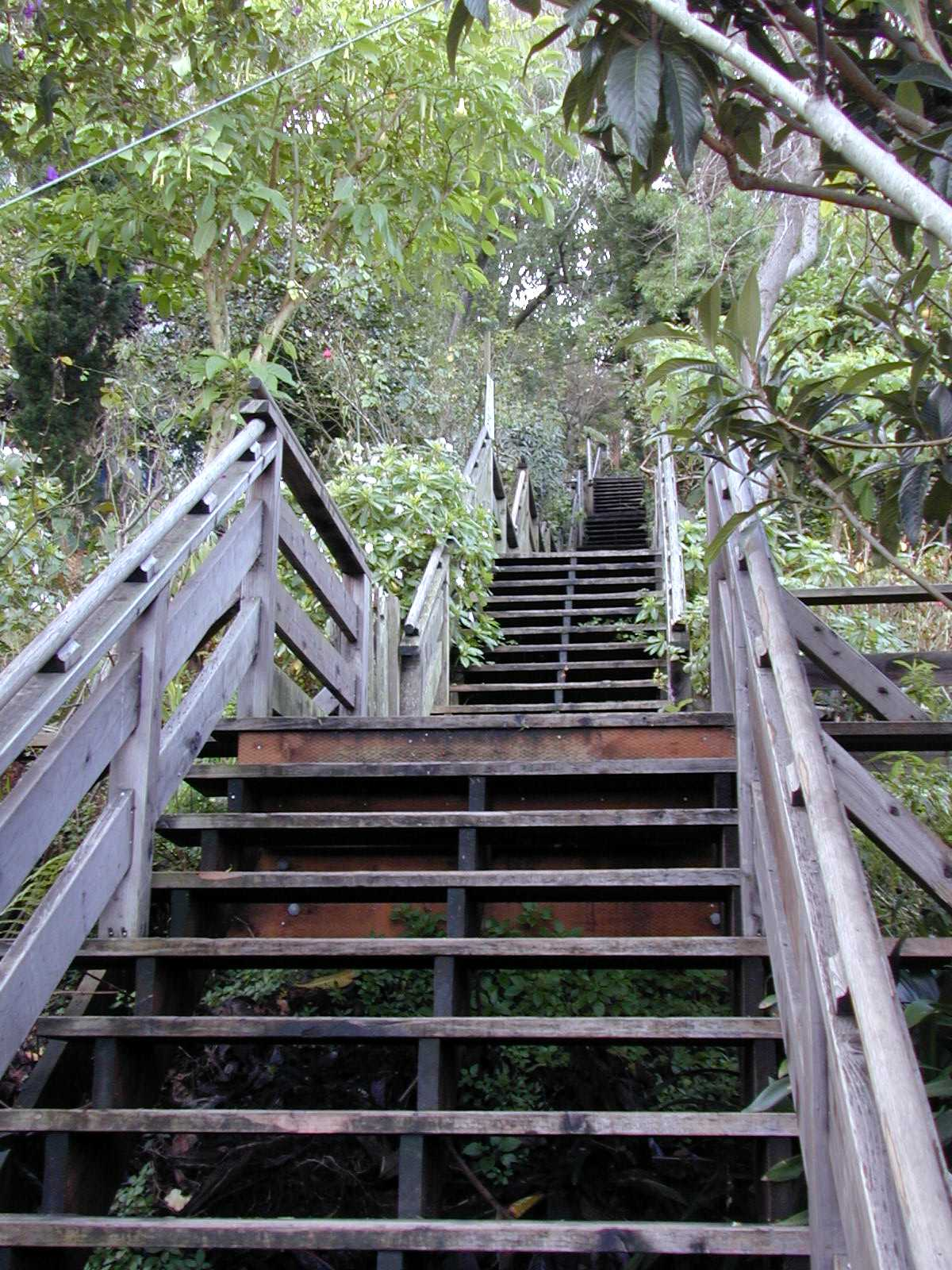
台阶

榛子街（Filbert Street）是美国旧金山的一条东西向街道，开始于普雷西迪奥（The Presidio）东部边缘的里昂街（Lyon Street），从那里向东延伸，先后与范尼斯大道（Van Ness Avenue）、哥伦布大道（Columbus Avenue）交汇。到达电报山街区后，终止于科伊特塔附近的卡尼街（Kearny Street），继续向前是一条人行台阶，称为榛子街阶梯。
沿榛子街的一段有榛子街阶梯，沿途为花园，由沿街居民支付。台阶从电报山一直延伸到内河码头。这个住宅区的许多房屋只能从通过台阶才能到达。类似铺设路面的街道，沿着阶梯也设有消防栓和泊车咪表。 
榛子街和旧金山22街是西半球最陡的两条通车街道，最大坡度为31.5%（大约17°）。贝尔格雷夫Belgrave的一段 Stanyan 街，为33%。布罗德里克街（Broderick Street）在百老汇（Broadway）和巴列霍街（Vallejo street）之间的一段只允许步行，实际上更为陡，为38％。
新西兰达尼丁的鲍德温街，更为陡峭，最陡处的坡度约1:2.86（19°或35%）。洛杉矶也有3条街更为陡峭—圣佩德罗（San Pedro）的28街为33.3%，高地公园（Highland Park）的埃尔德雷德街（Eldred Street）为33%，而银湖（Silver Lake）的巴克斯特街（Baxter Street）为32%。匹兹堡的Canton Avenue也比榛子街更陡峭，坡度达37%。